# Taptschan

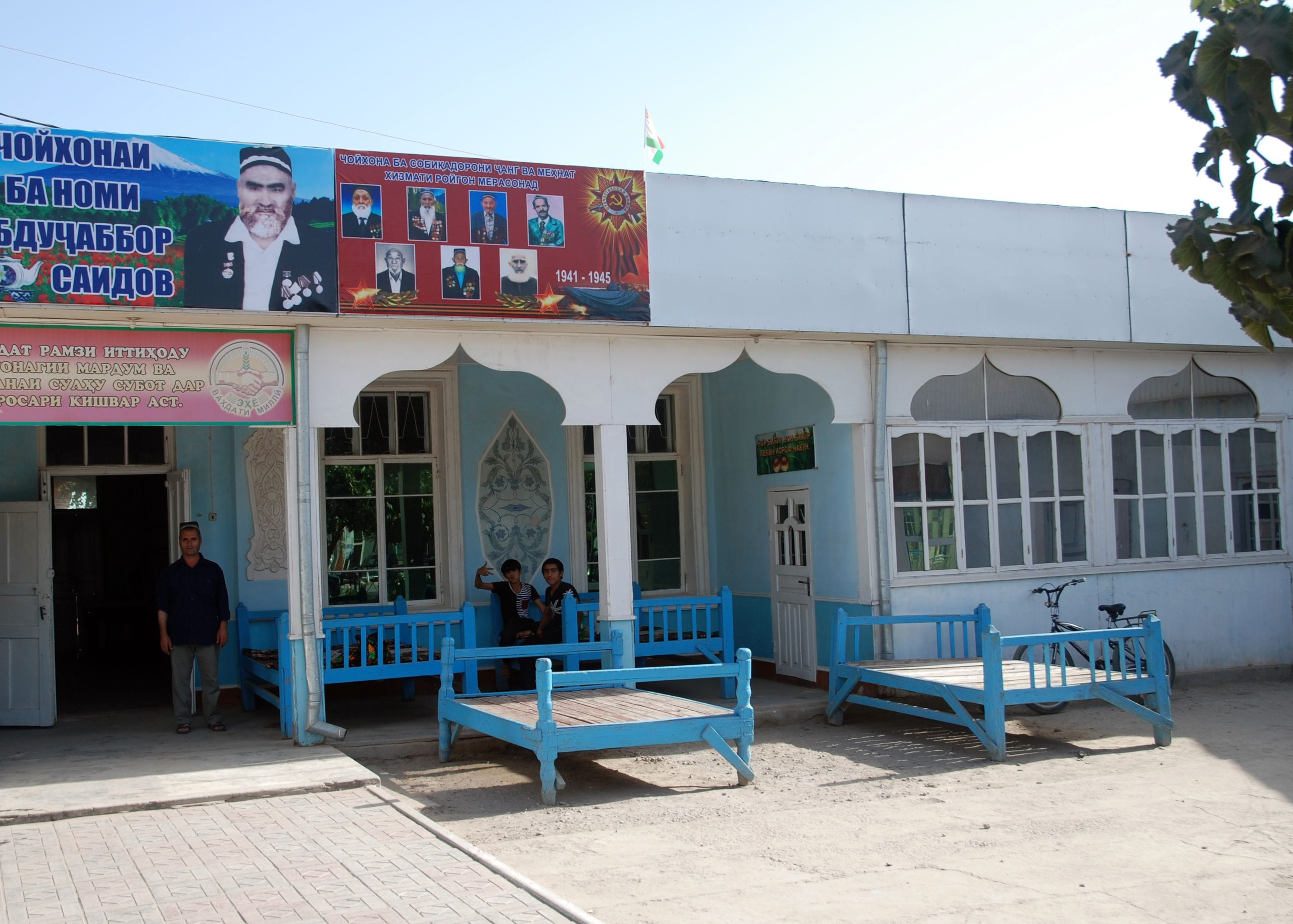
Taptschane vor einem Restaurant in der Kleinstadt Schahritus, Südtadschikistan

Der Taptschan, andere Umschriften Tapchan, Tapčan (ukrainisch und tadschikisch Тапчан) ist ein meist aus Holz gefertigtes Gestell mit einer quadratischen Grundfläche, das in den zentralasiatischen Ländern Usbekistan, Tadschikistan, Kirgisien und Turkmenistan im Freien und in der Wohnung als erhöhte Sitz- und Schlafstätte dient.

## Verbreitung des Begriffs
Das Wort Taptschan kommt in den genannten Ländern in derselben Bedeutung vor. Auch in der polnischen Sprache ist Tapczan die Bezeichnung für eine Schlafcouch bzw. ein Liegesofa. Eine alternative Bezeichnung in Usbekistan ist Tachta, die mit dem türkischen Wort tahta („Brett“, „Planke“, „Holz“) verwandt ist, und früher in Georgien und Armenien unterschiedliche Sitz- und Liegemöbel bezeichnete. Dieser Begriff wurde auch in die russische Sprache übernommen (тахта = Sofa, Couch).
Bertha von Suttner schildert in ihren 1909 veröffentlichten Memoiren die kaukasische Tachta als einen mit Teppichstoff überzogenen Diwan. Ein traditionelles kaukasisches Dorfhaus, das im Wesentlichen aus einem großen Raum bestand, besaß in der Mitte eine Feuerstelle und entlang der Wände eine Sitzbank (tachta) aus Lehm. Bruno Plaetschke beschreibt nach Beobachtungen in den 1920er Jahren das in den Bergen Tschetscheniens typische Einraumhaus mit Flachdach (ssaklja). Entlang einer Wand des in der Mitte leeren Raums – der Kamin befand sich hier an der Eingangswand – war eine Tachta genannte, einen Meter breite und einen halben Meter hohe Holzpritsche aufgestellt. Ärmere Bewohner belegten die Tachta mit Schaffellen oder Filzdecken, wohlhabendere mit Teppichen.
Der deutsche Kaufmann Martin Gruneweg unternahm im späten 16. Jahrhundert mehrere Reisen durch Osteuropa und fasste in wenigen Sätzen die Funktion des orientalischen Taptschan bis ins Detail so zusammen, wie er es heute in Zentralasien beobachtet haben könnte: 

„Der tapczan ist eine betstatt, die ist von der erde so aufgebauet nach gestalt einer werkstat, wie bei uns die hantwercker pflegen tzuhaben. Des tages tzieren sie den Taptzan soe. Sie spretten darauf tebichte, die hengen bis an die erde, und dieweile er von der erde den bancken gleich ist, kann man daauf sitzen, wen man weil, dieweile er auch breit ist, sich darauf ausstreckenn, wen man will. Die Wallachen brauchen gleichwol bancken und lange tische, aber die Turcken haben sonst keinen tisch tzum essen nur den taptzan, da steyen sie auf, fleigen [ordnen] die fuesse fein under sich, sitzen, essen als, rechnen oder haltten gespreche.“

## Funktion

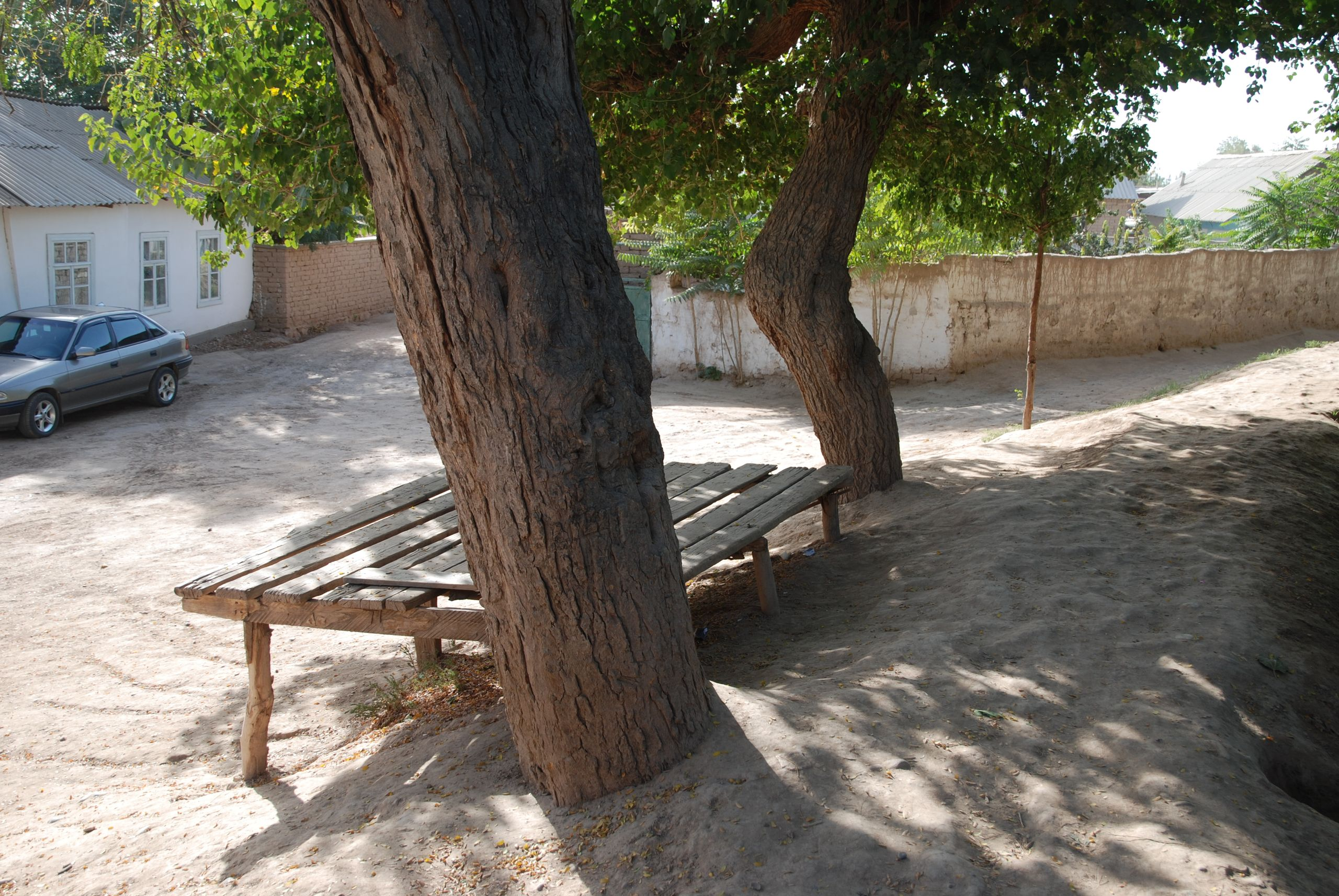
Einfaches Holzgestell in einem Ortsteil von Schahritus

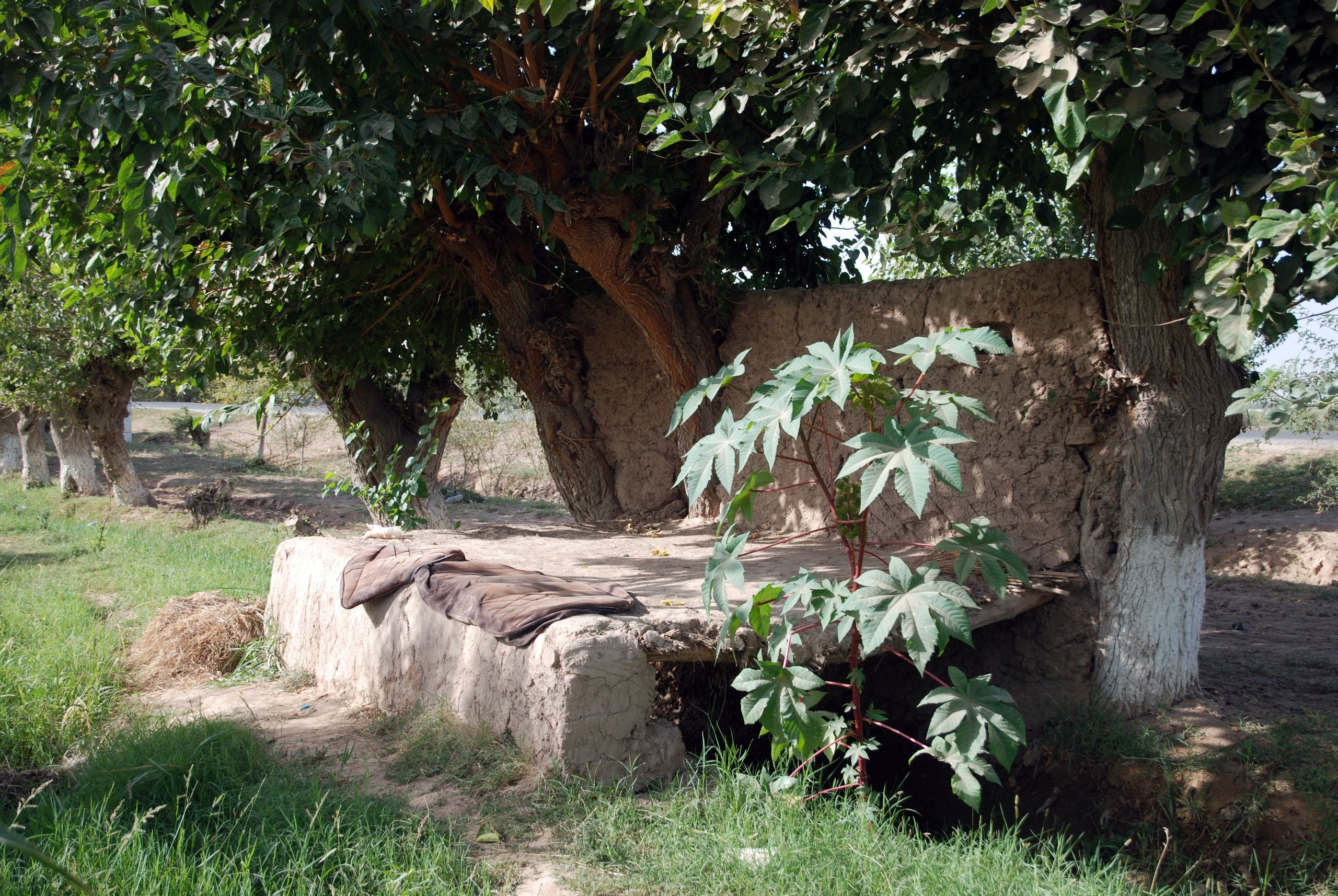
Ruhestätte aus Holz und Stampflehm am Feldrand nahe der Medrese Chodscha Maschhad, Südtadschikistan

Die Altstadtviertel in den muslimischen Ländern Zentralasiens heißen Mahalla. Zu ihnen gehören eine Moschee, ein Teehaus (tadschikisch Tschoichona), ein gefasster Teich (Chaus) und Lebensmittelläden. Eine Mahalla ist nicht nur eine siedlungsgeografische Abgrenzung, sie stellt außerdem die über der Familie stehende, nächstgrößere soziale Einheit dar, in der ein verwaltungsrechtlich selbständig handelnder Ältestenrat die Kontrolle ausübt und der Imam der Moschee als religiöses Oberhaupt die religiösen Feste organisiert. Die aus Lehmziegeln gemauerten Wohnhäuser in der Mahalla entsprechen denjenigen der umliegenden Dörfer (Kischlak). Von den Straßen und Gassen sind nur hohe fensterlose Mauern zu sehen, die einen Innenhof (Hovli) umgeben. Die traditionell flach gedeckten Wohnräume, Stallungen und sonstigen Nebengebäude sind meist von einem aufgestellten Giebel erhöht, unter dessen Wellblechdach Viehfutter gelagert wird. Alle U-förmig entlang der Umfassungsmauern errichteten Gebäudeteile orientieren sich zum Innenhof, bei größeren Anlagen ist dem Wohngebäude eine auf Holzsäulen ruhende Veranda vorgelagert. Auf dem Land ist der Innenhof in der Regel etwas größer. Die einzige Verbindung zur Außenwelt stellt ein oftmals kunstvoll ornamentiertes hölzernes Tor dar, das früher lediglich für die Einfahrt eines Ochsenkarrens geöffnet wurde. Heute wird nachts der PKW im Hof abgestellt. Die Hausbewohner schlüpfen durch einen kleinen Durchgang in einem Flügel des Tors. Selbst das einfachste Gehöft besaß in vorsowjetischer Zeit um den Innenhof zwei Räume: Der kleinere war der Bereich der Frauen (Häräm), zu dem männliche Besucher keinen Zutritt hatten. Auch wenn diese Trennung heute nicht mehr besteht, existieren wesentliche Gestaltungselemente des Innenhofs weiterhin. Im Idealfall gehört hierzu ein Wasserbecken, zumindest sollte ein Wasseranschluss in der Mitte des Hofs vorhanden sein, an dem das Geschirr gespült wird. Obstbäume spenden Schatten, die verbleibende Fläche wird als Hausgarten zum Anbau von Gemüse genutzt. Dessen Bewässerung erfolgt über ein System von Wasserrinnen aus dem Teich, der von Kanälen (Arik) gespeist wird, die entlang der Straßen verlaufen.

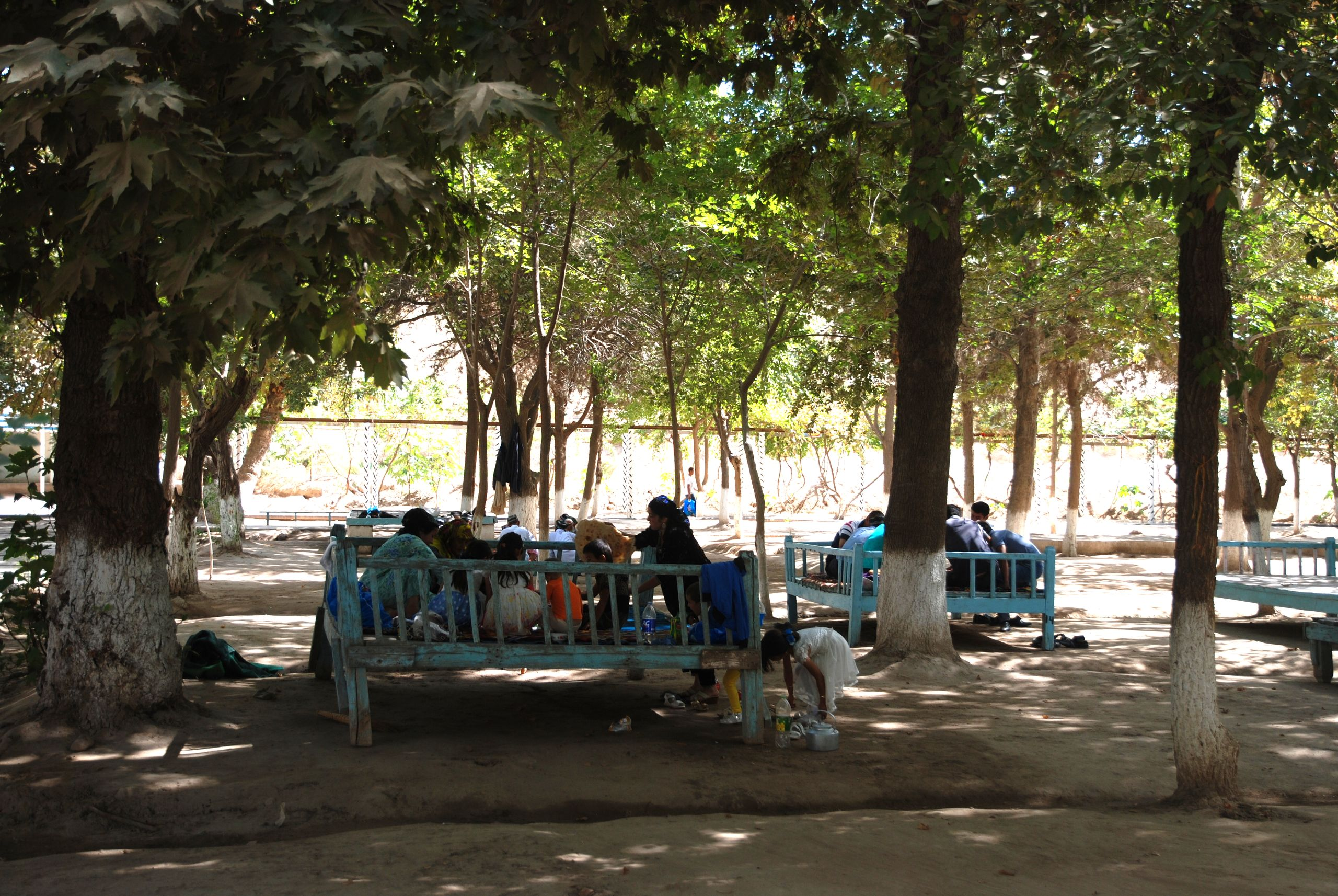
Familienpicknick an den „44 Quellen“ (Tschilu-tschor tschaschma), Südtadschikistan

Ein im Freien möglichst nahe am kühlenden Wasserbecken aufgestellter Taptschan dient der Familie in der heißen Jahreszeit als nächtliche Schlafstelle und tagsüber als Ess- und Ruheplatz. Er ersetzt Tisch, Stuhl und Bett, die in einem herkömmlichen Wohnhaus nicht vorhanden sind. Der Taptschan darf nicht mit Schuhen betreten werden. Zum Schlafen im Sommer wird er mit futonartigen Baumwollfasermatten (Kurpacha) belegt. Das Essen und der stets bereitstehende, ungesüßte grüne Tee (Tschoi kabud) wird auf einem in der Mitte ausgebreiteten Tischtuch (Dastarchan) angerichtet. Die zu beiden Seiten ausgerollten Kurpacha dienen dann als Sitzgelegenheit.
Teehäuser (Tschoichona) und viele Speiserestaurants (Oschchona) verfügen in ihren Räumen oder im Freien neben Tischen und Stühlen über Taptschane, die wenn möglich um einen zentralen Springbrunnen angeordnet sind. Ein etwa 30 Zentimeter hoher Holztisch in der Mitte des Taptschan kann das flach ausgelegte Tischtuch ersetzen. Der Tisch bietet die Möglichkeit, dass die Gäste am Rand des Taptschan wie auf einem Stuhl mit den Füßen am Boden Platz nehmen können.
Taptschane sind gelegentlich auf einem freien Platz unter Bäumen als Treffpunkt der Dorfgemeinschaft aufgestellt. Einfache Plattformen finden sich an Feldrändern als mittägliche Ruhestätte für die Erntehelfer. Sorgfältiger hergestellte Taptschane unter Pavillons gehören zur Ausstattung städtischer Parkanlagen und zu Picknickplätzen an Ausflugsorten. Dort bieten aus Lehm gemauerte Kochstellen den Familien die Möglichkeit, auf einem Holzfeuer ihr mitgebrachtes Essen zuzubereiten.